# Nesipelma insulare
Nesipelma insulare is een spinnensoort in de familie van de vogelspinnen (Theraphosidae). De wetenschappelijke naam van de soort werd voor het eerst geldig gepubliceerd in 1996 door Joachim Schmidt & Kovarik.
De soort komt voor in Saint Kitts en Nevis.